# Acanthochitona complanata
Acanthochitona complanata is een keverslakkensoort uit de familie van de Acanthochitonidae. De wetenschappelijke naam van de soort is voor het eerst geldig gepubliceerd in 1924 door Hull.